# Philipp Petzschner
Philipp Petzschner (Bayreuth, Alemanya Occidental, 24 de març de 1984) és un extennista professional alemany. És conegut per la seua velocitat en la pista. Va aconseguir més èxits en les proves de dobles masculins, guanyant un total de vuit títols però en destaquen dos títols de Grand Slam, Wimbledon (2010) i US Open (2011) amb Jürgen Melzer.
Aconseguí el seu primer títol d'ATP en el Torneig de Viena de 2008. Allí donà la gran sorpresa al passar la classificació i avançar fins al títol quan ocupava el lloc número 107 del rànquing. En el camí al títol va vèncer a jugadors com Stanislas Wawrinka (la primera victòria en la seua carrera davant d'un top-deu), Feliciano López i Gaël Monfils. Amb aquest triomf assolí situar-se per primera vegada entre els millors 100 del rànquing ATP. En aquest mateix torneig arribà el seu primera final en dobles, al costat de l'austríac Alexander Peya.

## Biografia
Es va casar amb la cantant Dewi Sulaeman, d'origen indonesi, el setembre de 2010. Junts han tingut un fill i dues filles. Sulaeman fou integrant de la banda alemanya de música pop Bellini entre els anys 1997 i 1999, que abandonà quan va quedar embarassada.

## Torneigs de Grand Slam

### Dobles masculins: 2 (2−0)
| Resultat  | Núm. | Any  | Torneig   | Parella       | Oponents                             | Marcador      |
| --------- | ---- | ---- | --------- | ------------- | ------------------------------------ | ------------- |
| Guanyador | 1.   | 2010 | Wimbledon | Jürgen Melzer | Horia Tecău Robert Lindstedt         | 6–1, 7–5, 7–5 |
| Guanyador | 2.   | 2011 | US Open   | Jürgen Melzer | Mariusz Fyrstenberg Marcin Matkowski | 6–2, 6–2      |

## Palmarès: 10 (1−8−1)

### Individual: 3 (1−2)
| Llegenda (pre/post 2009)                                 |
| -------------------------------------------------------- |
| Grand Slams (0−0)                                        |
| Tennis Masters Cup / ATP Finals (0−0)                    |
| ATP Masters Series / ATP World Tour Masters 1000 (0−0)   |
| ATP International Series Gold / ATP World Tour 500 (1−0) |
| ATP International Series / ATP World Tour 250 (0−2)      |

| Títols per superfície |
| --------------------- |
| Dura (1−0)            |
| Gespa (0−2)           |
| Terra batuda (0−0)    |

| Resultat  | Núm. | Data                 | Torneig                         | Superfície | Oponent               | Marcador              |
| --------- | ---- | -------------------- | ------------------------------- | ---------- | --------------------- | --------------------- |
| Guanyador | 1.   | 12 d'octubre de 2008 | Viena, Àustria                  | Dura (i)   | Gaël Monfils          | 6−4, 6−4              |
| Finalista | 1.   | 12 de juny de 2011   | Halle, Alemanya                 | Gespa      | Philipp Kohlschreiber | 6−7(7), 0−2, retirada |
| Finalista | 2.   | 23 de juny de 2012   | 's-Hertogenbosch, Països Baixos | Gespa      | David Ferrer          | 3−6, 4−6              |

### Dobles: 15 (8−7)
| Llegenda (pre/post 2009)                                 |
| -------------------------------------------------------- |
| Grand Slams (2−0)                                        |
| Tennis Masters Cup / ATP Finals (0−0)                    |
| ATP Masters Series / ATP World Tour Masters 1000 (0−0)   |
| ATP International Series Gold / ATP World Tour 500 (1−4) |
| ATP International Series / ATP World Tour 250 (5−3)      |

| Títols per superfície |
| --------------------- |
| Dura (4−5)            |
| Gespa (2−0)           |
| Terra batuda (2−2)    |

| Resultat  | Núm. | Data                   | Torneig                  | Superfície   | Parella         | Oponents                             | Marcador            |
| --------- | ---- | ---------------------- | ------------------------ | ------------ | --------------- | ------------------------------------ | ------------------- |
| Finalista | 1.   | 12 d'octubre de 2008   | Viena, Àustria           | Dura (i)     | Alexander Peya  | Max Mirnyi Andy Ram                  | 1−6, 5−7            |
| Guanyador | 1.   | 7 de febrer de 2010    | Zagreb, Croàcia          | Dura (i)     | Jürgen Melzer   | Arnaud Clément Olivier Rochus        | 3−6, 6−3, [10−8]    |
| Guanyador | 2.   | 4 de juliol de 2010    | Wimbledon, Regne Unit    | Gespa        | Jürgen Melzer   | Robert Lindstedt Horia Tecău         | 6−1, 7−5, 7−5       |
| Finalista | 2.   | 18 de juliol de 2010   | Stuttgart, Alemanya      | Terra batuda | Christopher Kas | Carlos Berlocq Eduardo Schwank       | 6−7(5), 6−7(6)      |
| Guanyador | 3.   | 13 de febrer de 2011   | Rotterdam, Països Baixos | Dura (i)     | Jürgen Melzer   | Michaël Llodra Nenad Zimonjić        | 6−4, 3−6, [10−5]    |
| Guanyador | 4.   | 18 de juliol de 2011   | Stuttgart                | Terra batuda | Jürgen Melzer   | Marcel Granollers Marc López         | 6−3, 6−4            |
| Guanyador | 5.   | 12 de setembre de 2011 | US Open, Estats Units    | Dura         | Jürgen Melzer   | Mariusz Fyrstenberg Marcin Matkowski | 6−2, 6−2            |
| Finalista | 3.   | 8 de gener de 2012     | Brisbane, Austràlia      | Dura         | Jürgen Melzer   | Max Mirnyi Daniel Nestor             | 1−6, 1−6            |
| Guanyador | 6.   | 19 d'octubre de 2014   | Viena                    | Dura (i)     | Jürgen Melzer   | Andre Begemann Julian Knowle         | 7−6(6), 4−6, [10−7] |
| Finalista | 4.   | 9 de gener de 2016     | Doha, Qatar              | Dura         | Alexander Peya  | Feliciano López Marc López           | 4−6, 3−6            |
| Finalista | 5.   | 14 de febrer de 2016   | Rotterdam                | Dura (i)     | Alexander Peya  | Nicolas Mahut Vasek Pospisil         | 6−7(2), 4−6         |
| Finalista | 6.   | 27 de febrer de 2016   | Acapulco, Mèxic          | Dura         | Alexander Peya  | Treat Huey Max Mirnyi                | 6−7(5), 3−6         |
| Finalista | 7.   | 30 d'abril de 2017     | Barcelona, Espanya       | Terra batuda | Alexander Peya  | Florin Mergea Aisam-ul-Haq Qureshi   | 4−6, 3−6            |
| Guanyador | 7.   | 23 de juliol de 2017   | Båstad, Suècia           | Terra batuda | Julian Knowle   | Sander Arends Matwé Middelkoop       | 6−2, 3−6, [10−7]    |
| Guanyador | 8.   | 17 de juny de 2018     | Stuttgart (2)            | Gespa        | Tim Pütz        | Robert Lindstedt Marcin Matkowski    | 7−6(5), 6−3         |

### Equips: 1 (1−0)
| Resultat  | Núm. | Data                  | Torneig                            | Superfície   | Parella                                             | Oponents en la final                           | Marcador |
| --------- | ---- | --------------------- | ---------------------------------- | ------------ | --------------------------------------------------- | ---------------------------------------------- | -------- |
| Guanyador | 1.   | 15−21 de maig de 2011 | Copa del Món, Düsseldorf, Alemanya | Terra batuda | Christopher Kas Philipp Kohlschreiber Florian Mayer | Juan Ignacio Chela Máximo González Juan Mónaco | 2−1      |

## Tornejos Challengers i Futures (25; 3+22)

### Individuals (3)
| Llegenda        |
| Challengers (1) |
| Futures (2)     |

| No. | Data                  | Torneig | Superfície   | Oponent en la final  | Resultat |
| 1.  | 9 de desembre de 2002 | Ostrava | Terra Batuda | Jean-Claude Scherrer | 6–3 6–3  |
| 2.  | 27 de març de 2006    | Dubái   | Dura         | Jan Masik            | 7–6 6–2  |
| 3.  | 8 d'octubre de 2007   | Rennes  | Dura         | Gilles Müller        | 6–3 6–4  |

### Dobles (22)
| Llegenda         |
| Challengers (11) |
| Futures (11)     |

| No. | Data                   | Torneig         | Superfície    | Parella           | Oponents en la final                | Resultat     |
| 1.  | 5 de novembre de 2001  | Wil             | Moqueta       | Stephane Bohli    | Jan Riha · Pavel Riha               | 7–6 3–6 6–3  |
| 2.  | 22 d'abril de 2002     | Riemerling      | Terra Batuda  | Sebastian Jaeger  | Lauri Kiiski · Janne Ojala          | 6–1 7–6      |
| 3.  | 2 de desembre de 2002  | Ostrava         | Tierra Batida | Simon Stadler     | Tomáš Berdych · Lukáš Dlouhý        | 6–3 6–1      |
| 4.  | 13 de gener de 2003    | Biberach        | Dura          | Daniel Elsner     | Alberto Brizzi · Michael Ryderstedt | 6–4 6–4      |
| 5.  | 19 de gener de 2004    | Doha            | Dura          | Lars Uebel        | Karim Maamoun · Mohamed Maamoun     | 4–6 6–3 6–4  |
| 6.  | 1 de març de 2004      | Faro            | Dura          | Christopher Kas   | Boris Borgula · Roman Kukal         | 3–6 6–1 6–4  |
| 7.  | 3 de maig de 2004      | Valdengo        | Terra Batuda  | Christopher Kas   | Giuseppe Menga · Massimo Ocera      | 6–3 6–1      |
| 8.  | 16 d'agost de 2004     | Mönchengladbach | Terra Batuda  | Christopher Kas   | Karsten Braasch · Franz Stauder     | 3–6 6–2 7–6  |
| 9.  | 15 de novembre de 2004 | Eckental        | Moqueta       | Christopher Kas   | Daniele Bracciali · Petr Luxa       | 6–4 7–6      |
| 10. | 3 de gener de 2005     | Nußloch         | Moqueta       | Lars Uebel        | David Klier · Frank Wintermantel    | 6–4 6–7 7–5  |
| 11. | 10 de gener de 2005    | Stuttgart       | Dura          | Lars Uebel        | Komlavi Loglo · Nicolas Tourte      | 6–4 7–6      |
| 12. | 21 de gener de 2005    | Wolfsburg       | Moqueta       | Alexander Peya    | Aisam-Ul-Haq Qureshi · Lovro Zovko  | 6–2 6–4      |
| 13. | 16 de maig de 2005     | Dresden         | Terra Batuda  | Christopher Kas   | Bart Beks · Martijn Van Haasteren   | 6–7 6–2 6–4  |
| 14. | 3 d'octubre de 2005    | Mons            | Moqueta       | Christopher Kas   | Tomáš Cibulec · Tom Vanhoudt        | 7–6 6–2      |
| 15. | 7 de novembre de 2005  | Eckental        | Moqueta       | Christopher Kas   | Torsten Popp · Jasper Smit          | 6–3 7–5      |
| 16. | 23 de gener de 2006    | Heilbronn       | Moqueta       | Christopher Kas   | Lukáš Dlouhý · David Škoch          | 6–7 6–3 10–4 |
| 17. | 30 de gener de 2006    | Mettmann        | Moqueta       | Phil Stolt        | Florin Mergea · Gabriel Moraru      | 6–3 6–3      |
| 18. | 20 de febrer de 2006   | Besançon        | Dura          | Christopher Kas   | Jean-Claude Scherrer · Lovro Zovko  | 6–2 6–2      |
| 19. | 27 de març de 2006     | Dubái           | Dura          | Marco Chiudinelli | Viktor Troicki · Mischa Zverev      | 7–5 6–2      |
| 20. | 17 d'abril de 2006     | Cardiff         | Dura          | Alexander Peya    | Filip Prpic · Björn Rehnquist       | 4–6 6–3 10–7 |
| 21. | 3 de setembre de 2007  | Donetsk         | Dura          | Simon Stadler     | Patrick Briaud · Nicholas Monroe    | 3–6 7–5 10–6 |
| 22. | 8 d'octubre de 2007    | Rennes          | Dura          | Björn Phau        | Filip Polášek · Igor Zelenay        | 6–2 6–2      |

## Trajectòria

### Individual
| Open d'Austràlia | A   | A   | A           | A           | Q2          | Q1   | 1R          | 1R          | 1R          | 2R    | A           | A           | Q2          | 0 / 4    | 1 – 4    |
| Roland Garros | A   | A   | A           | A           | A           | A    | 2R          | 1R          | 2R          | 1R    | 1R          | A           | A           | 0 / 5    | 2 – 5    |
| Wimbledon | A   | A   | A           | A           | A           | 2R   | 3R          | 3R          | 1R          | 2R    | 1R          | A           | A           | 0 / 6    | 6 – 6    |
| US Open | A   | A   | A           | A           | 1R          | Q3   | 2R          | 2R          | 2R          | 2R    | 1R          | Q2          | A           | 0 / 6    | 5 – 6    |
| Jocs Olímpics | NC  | A   | No celebrat | No celebrat | No celebrat | A    | No celebrat | No celebrat | No celebrat | 2R    | No celebrat | No celebrat | No celebrat | 0 / 1    | 1 – 1    |
| Victòries–Derrotes | 2−3 | 1−1 | 0−2         | 0−0         | 1−2         | 10−9 | 15−25       | 21−19       | 24−22       | 10−17 | 3−5         | 1−2         | 0−0         | 88 – 107 | 88 – 107 |
| Rànquing a final d'any | 367 | 399 | 301         | 312         | 185         | 66   | 80          | 57          | 63          | 115   | 206         | 421         | 749         |          |          |
| Llegenda: G: Guanyador; F: Finalista; SF: Semifinalista; QF: Quarts de final; Q: Qualificació; A: Absent; RR: Round Robin; |     |     |             |             |             |      |             |             |             |       |             |             |             |          |          |

### Dobles
| Torneig | 2001        | 2002        | 2003        | 2004 | 2005        | 2006        | 2007        | 2008  | 2009        | 2010        | 2011        | 2012  | 2013        | 2014        | 2015        | 2016  | 2017  | 2018  | Títols    | V – D     |
| --- | ----------- | ----------- | ----------- | ---- | ----------- | ----------- | ----------- | ----- | ----------- | ----------- | ----------- | ----- | ----------- | ----------- | ----------- | ----- | ----- | ----- | --------- | --------- |
| Open d'Austràlia | A           | A           | A           | A    | A           | A           | 1R          | A     | 2R          | 3R          | QF          | 3R    | A           | A           | A           | 1R    | 1R    | A     | 0 / 7     | 8 – 7     |
| Roland Garros | A           | A           | A           | A    | A           | 1R          | A           | A     | 1R          | 1R          | 1R          | 3R    | 1R          | A           | A           | A     | 1R    | 1R    | 0 / 8     | 2 – 8     |
| Wimbledon | A           | A           | A           | A    | A           | 2R          | A           | QF    | 2R          | G           | QF          | SF    | A           | A           | SF          | A     | 2R    | 3R    | 1 / 9     | 25 – 8    |
| US Open | A           | A           | A           | A    | A           | 2R          | A           | QF    | 1R          | 1R          | G           | 2R    | 1R          | A           | 2R          | A     | A     | 2R    | 1 / 9     | 12 – 8    |
| Jocs Olímpics | No celebrat | No celebrat | No celebrat | A    | No celebrat | No celebrat | No celebrat | A     | No celebrat | No celebrat | No celebrat | 1R    | No celebrat | No celebrat | No celebrat | A     | NC    | NC    | 0 / 1     | 0 – 1     |
| ATP World Tour Finals | A           | A           | A           | A    | A           | A           | A           | A     | A           | RR          | RR          | A     | A           | A           | A           | A     | A     | A     | 0 / 2     | 2 – 4     |
| Victòries–Derrotes | 0−1         | 0−2         | 0−0         | 0−0  | 0−0         | 7−11        | 1−2         | 17−13 | 17−21       | 22−16       | 34−26       | 21−21 | 4−7         | 5−1         | 7−11        | 15−12 | 16−16 | 11−13 | 177 – 173 | 177 – 173 |
| Rànquing a final d'any | 780         | 271         | 228         | 201  | 110         | 71          | 138         | 41    | 55          | 20          | 10          | 38    | 158         | 184         | 50          | 66    | 71    | 84    |           |           |
| Llegenda: G: Guanyador; F: Finalista; SF: Semifinalista; QF: Quarts de final; Q: Qualificació; A: Absent; RR: Round Robin; |             |             |             |      |             |             |             |       |             |             |             |       |             |             |             |       |       |       |           |           |